# Special Olympics Bulgarien
Special Olympics Bulgarien (englisch: Special Olympics Bulgaria) ist der bulgarische Verband von Special Olympics International. Sein Ziel ist die Förderung von Sport für Menschen mit geistiger Beeinträchtigung und die Sensibilisierung der Gesellschaft für diese Mitmenschen. Außerdem betreut er die bulgarischen Athletinnen und Athleten bei den Special Olympics Wettkämpfen.

## Geschichte
Special Olympics Bulgarien wurde 1994 mit Sitz in Sofia gegründet.

## Aktivitäten
2019 waren 9.535 Athletinnen, Athleten und Unified Partner sowie 536 Trainer bei Special Olympics Bulgarien registriert.
Der Verband nahm 2019 an den Programmen Athlete Leadership, Motor Activities Training Program (MATP), Unified Schools, Unified Champions Schools und Unified Sports teil, die von Special Olympics International ins Leben gerufen worden waren.

### Sportarten
Folgende 29 Sportarten wurden 2019 vom Verband angeboten:
- Badminton (Special Olympics)
- Basketball (Special Olympics)
- Boccia (Special Olympics)
- Bowling (Special Olympics)
- Dodge Ball
- Eiskunstlauf (Special Olympics)
- Fitness
- Floorball
- Fußball (Special Olympics)
- Golf (Special Olympics)
- Pitch and Put Golf
- Handball (Special Olympics)
- Judo
- Kanusport (Special Olympics)
- Kraftdreikampf (Special Olympics)
- Leichtathletik (Special Olympics)
- Radsport (Special Olympics)
- Reiten (Special Olympics)
- Roller Skating (Special Olympics)
- Rhythmische Sportgymnastik (Special Olympics)
- Segeln (Special Olympics)
- Ski Alpin (Special Olympics)
- Skilanglauf (Special Olympics)
- Schwimmen (Special Olympics)
- Tennis (Special Olympics)
- Tischtennis (Special Olympics)
- Turnen (Special Olympics)
- Volleyball (Special Olympics)
- Walking

### Teilnahme an Weltspielen vor 2020
(Quelle: )
• 2007 Special Olympics World Summer Games, Shanghai, China (13 Athletinnen und Athleten)
• 2009 Special Olympics World Winter Games, Boise, USA (4 Athletinnen und Athleten)
• 2011 Special Olympics World Summer Games, Athen (16 Athletinnen und Athleten)
• 2013 Special Olympics World Winter Games, PyeongChang, Südkorea (6 Athletinnen und Athleten)
• 2015 Special Olympics World Summer Games, Los Angeles, USA (23 Athletinnen und Athleten)
• 2017 Special Olympics World Winter Games, Graz-Schladming-Ramsau, Österreich (8 Athletinnen und Athleten)
• 2019 Special Olympics, World Summer Games, Abu Dhabi (18 Athletinnen und Athleten)

### Teilnahme an den Special Olympics World Summer Games 2023 in Berlin
Special Olympics Bulgarien nahm an den Special Olympics World Summer Games 2023 teil. Die Delegation wurde vor den Spielen im Rahmen des Host Town Program von Kiel betreut und bestand aus 40 Athletinnen und Athleten. Das Team gewann bei diesen Weltspielen vier Gold-, fünf Silber- und acht Bronzemedaillen.

### Teilnahme an Weltspielen nach 2023
- 2025 Special Olympics World Winter Games, Turin, Italien (9 Athletinnen und Athleten)[5]

### Erfolgreiche Athletinnen und Athleten (Auswahl)
- Nina Mohamed Basam Al Rifai